# Kusnezker Alatau
Der Kusnezker Alatau (russisch Кузне́цкий Алата́у; kirgisisch Alatau = „buntes Gebirge“) ist ein bis 2211,3 m hohes Hochgebirge im Süden Russlands, Asien.

## Geographische Lage
Das Gebirge, das zu den Südsibirischen Gebirgen zählt, geht nach Norden allmählich in die Westsibirische Tiefebene über und nach Osten fällt es zum Tal des Jenisseis mit dem in diesem Fluss liegenden Krasnojarsker Stausee ab. Nach Süden geht es über das Tal des Abakan in den Westsajan über und in westlichen Richtungen fällt es zum Tal des Toms ab. Der Gebirgszug ist etwa 300 km lang.

## Höchster Berg
Der höchste Berg des Kusnezker Alatau ist mit 2211,3 m ein namenloser Gipfel, der zwischen Meschduretschensk im Westsüdwesten und Sorsk im Ostnordosten wenige Kilometer nordöstlich des teils als höchste Erhebung genannten, zum Hauptkamm gehörenden und 2178 m hohen Werchni Sub liegt. Im Gebiet beider Berge entspringt der Charatas als überwiegend nach Nordnordosten fließender Zufluss des Weißer Ijus.